# Castello di Wressle
Il castello di Wressle sorge non lontano dall'omonimo villaggio nell'East Riding of Yorkshire. Costruito attorno al 1390 da Thomas Percy, I conte di Worcester è attualmente in rovina e non visitabile.
Il castello originariamente si sviluppava tutto intorno a un cortile centrale, ad ogni angolo sorgeva una torre e vi si accedeva da un corpo di guardia nel muro est in direzione del villaggio. Dopo che Thomas Percy venne giustiziato per essersi ribellato contro Enrico IV d'Inghilterra il castello passò nelle mani della corona e a loro rimase, salvo brevi periodi in cui venne dato in concessione ad altri, fino al 1471 quando tornò ai Percy. Henry Algernon Percy, V conte di Northumberland ristrutturò sia il castello che i giardini riportando entrambi entro gli standard delle proprietà regali. Incastonato in panorami ornamentali con tre giardini, due coevi alla costruzione e uno più tardo, Wressle venne concepito come una dimora d'alto rango e non come una fortezza tanto che non vide mai un assedio. Durante la guerra civile inglese fu tenuto dal Parlamento che fra il 1646 e il 1650 lo demolì parzialmente e nel 1796 un incendio contribuì a dare il colpo di grazia. Attualmente quel che resta degli edifici è limitata alla parte meridionale delle mura.

## La storia
Nel tardo Medioevo i Percy erano fra le quattro famiglie più importanti che avessero terre nello Yorkshire e durante il XIV secolo le loro braccia si estesero fin nel Northumberland. I Percy entrarono in possesso del maniero di Wressle nel 1364 anche se il castello venne costruito solo una trentina d'anni dopo e la sua prima menzione risale al 1402. Dal 1390 Thomas Percy passò una decina d'anni all'estero sia come soldato che come diplomatico, riuscì a passare indenne attraverso il crollo del regno di Riccardo II d'Inghilterra per entrare in quello di Enrico IV d'Inghilterra e il castello venne costruito in modo che potesse riflettere il suo status.
Nel tempo tuttavia il legame fra i due iniziò a deteriorarsi, anche per motivi economici e quando, nel 1403, il nipote di Thomas, Henry Percy, si ribellò egli decise di appoggiarlo. La ribellione culminò nella battaglia di Shrewsbury, Thomas venne catturato e le sue proprietà, incluse Wressle, vennero confiscate dalla corona a seguito della sua esecuzione avvenuta il 23 luglio. Da quel momento fino al 1471 il castello rimase per lo più alla corona salvo qualche breve periodo in cui il sovrano in carica decideva di donarlo a qualcuno di fidato per qualche tempo. In quell'anno infine Wressle tornò ai Percy nella persona di Henry Percy, IV conte di Northumberland e suo figlio Henry Algernon Percy, V conte di Northumberland intraprese grandi lavori di restauro sia all'interno che all'esterno. Di questo periodo è il The Northumberland Household Book dove, nel dettaglio, vengono descritte le attività giornaliere di Wressle e del castello di Leconfield un testo usato dagli storici per studiare l'andamento dei castelli dell'epoca.
Il V conte morì al castello nel 1527 e venne succeduto dal figlio Henry Percy, VI conte di Northumberland, una decina di anni dopo prese vita il Pellegrinaggio di Grazia un movimento popolare sorto nel regno di Enrico VIII d'Inghilterra che metteva radici, fra le altre cose, fra coloro che erano contrari alla Dissoluzione dei monasteri in Inghilterra. Nello Yorkshire il movimento fu sotto la guida di Robert Aske che chiese aiuto ai Percy ed egli viaggiò fino a Wressle per chiedere al VI conte, allora malato, di unirsi a loro. Dopo un iniziale tentennamento egli acconsentì ad appoggiare i ribelli e quando morì nel 1537 il fratello superstite non poté ereditare perché in carcere per il ruolo avuto nella rivolta. La corona prese di nuovo possesso di Wressle ed Enrico VIII lo visitò tre volte. Nel 1540 l'antiquario John Leland vi si recò ed è a lui che dobbiamo i primi resoconti sui giardini che siano giunti fino a noi.
I Roundhead ne presero il controllo durante la Guerra civile inglese e fu gravemente danneggiato, i danni vennero calcolati di circa 1.000 £ solo per le riparazioni, nel periodo 1646-1650 il castello venne demolito parzialmente per renderlo inutilizzabile, un danneggiamento che riguardò soprattutto i parapetti. Due anni dopo Algernon Percy, X conte di Northumberland ebbe l'ordine di abbattere tutto tranne l'ala sud del castello ed ebbe il permesso di usare quanto restava come residenza di campagna, è probabile, per altro, che i danni si siano estesi anche ai giardini circostanti.
Fino alla metà del XVIII secolo il castello rimase ai Percy per poi finire alla famiglia del Conte di Egremont quando vennero ereditati da Elizabeth Seymour, II baronessa Percy, che assunse il cognome Percy oltre al titolo di Duchessa di Northumberland.
Il castello venne quindi occupato da un Mezzadro il quale il 19 febbraio del 1796 causò un incendio che distrusse quanto restava degli edifici ancora in piedi mentre tentava di ripulire il camino. Egli rimase comunque sul posto e nel 1810 circa venne costruita la fattoria che esiste ancora oggi, già dal 1880 il castello venne ricoperto parzialmente dall'edera, nel 1957 lo comprò la famiglia Falkingham cui appartiene ancora oggi.
Attualmente il castello è un Monumento classificato di primo grado, attualmente fra le rovine si distinguono i resti di un fossato e di qualche pezzo del castello, quel che resta delle due torri dell'ala sud e i resti di un edificio che si crede fungesse da panificio.
Secondo l'Historic England i primi lavori archeologici presero il via nel 1993, sei anni dopo il castello era così malandato da essere incluso nel registro degli Heritage at Risk. Diverse associazioni fra cui l'Historic England e la Natural England misero insieme una cifra ingente per i lavori di restauro e nel 2015 il castello venne rimosso dalla lista degli edifici a rischio.

## Architettura e giardini
Castello nato a base quadrangolare Wressle aveva un cortile centrale ed una torre posta ad ogni angolo, sul lato est v'era il corpo di guardia posto in un edificio a cinque piani. Andando in senso orario da nord verso est v'era la torre del Conestabile (dove appunto viveva il conestabile del castello), la torre della Cappella, la torre del Lord e la torre delle Cucine. Opposto al corpo di guardia, nell'ala ovest si trovava la Great Hall oltre che la torre del Lord, i lati sud ed ovest erano quindi adibiti ad ospitare sia gli ospiti che i proprietari del castello. Le similitudini architettoniche con il castello di Sheriff Hutton, di Bolton e Lumley suggeriscono che siano tutti stati costruiti nell'ultimo quarto del XIV secolo. Un'ulteriore prova sarebbe il fatto che l'architetto dell'epoca John Lewyn lavorò per diverse proprietà dei Percy compresi il castello di Warkworth e quello di Lumley e tutte presentano similitudini fra loro. Si crede quindi che Wressle e Lumley siano stati progettati dalla stessa persona stanti le somiglianze fra di loro.
L'omonimo villaggio di Wressle è ben più antico del castello tanto che si trova già nel Domesday Book e il castello sorge sulla parte ovest del villaggio a ridosso di una delle sue strade principali che attraversano Wressle. Quello che è difficile è stabilire se prima della costruzione del castello la zona fosse già infeudata o meno.
I giardini furono costruiti insieme al castello, i documenti indicano che dal XV secolo a Wressle v'erano due giardini entrambi posti a sud del castello stesso, uno si collocava probabilmente fra il fossato sud e il castello (Giardino del Fossato) e l'altro a sud del fossato (Giardino Vecchio). Fra il 1472 e il 1517 si costruì un terzo giardino (Giardino Nuovo) nella parte nord, il Nuovo e il Vecchio insieme coprivano un'area di circa 1 acro l'uno. Se il primo aveva a delimitarlo un muro di mattoni il secondo era invece racchiuso dentro un piccolo fossato, nel Vecchio si trovavano frutteti oltre che sentieri dove poter camminare o giocare a bowling un passatempo molto in voga nella nobiltà del XVI secolo. Lì si trova anche un edificio del XV secolo, a due piani, chiamato School House, dove il V conte amava recarsi a leggere.
A ridosso dell'angolo sud-ovest del fossato venne eretto un edificio per ospitare i banchetti, costruito nel XV secolo già nel 1577 versava in grave stato di abbandono. Aree acquitrinose vennero poste a sud ed est del castello ad imitazione dei mere laghi ampi e poco profondi, v'erano anche due stagni per la pesca la cui datazione è incerta. Durante i suoi giorni di gloria nel XVI secolo i giardini, che erano stati rinnovati insieme agli interni, potevano probabilmente rivaleggiare con le proprietà della corona.